# Deposit
Deposit es un pueblo ubicado en el condado de Delaware en el estado estadounidense de Nueva York. En el año 2000 tenía una población de 1,687 habitantes y una densidad poblacional de 9 personas por km².

## Geografía
Deposit se encuentra ubicado en las coordenadas 42°3′0″N 74°25′0″O / 42.05000, -74.41667.

## Demografía
Según la Oficina del Censo en 2000 los ingresos medios por hogar en la localidad eran de $28,750, y los ingresos medios por familia eran $35,536. Los hombres tenían unos ingresos medios de $27,434 frente a los $20,602 para las mujeres. La renta per cápita para la localidad era de $15,068. Alrededor del 15.8% de la población estaban por debajo del umbral de pobreza.